# 劉志榮
劉志榮（英語：David Lau Chi Wing，1951年11月9日—2008年5月15日），人稱「劉翁」，香港男演員兼政治人物，祖籍廣西玉林，是華南電影及粵劇演員劉克宣之子。劉志榮子承父業，於1973年加入麗的映聲後經歷麗的電視及亞洲電視，並成為其「鎮台之寶」之一，至2000年才離開亞洲電視；後來轉而從政，曾任廣西政協委員、香港油尖旺區議會議員和民主建港協進聯盟中央委員。劉志榮本身也是現今香港娛樂圈少數直到去世也從沒有任何正式亮相過無綫電視的藝員之一。

## 背景

### 銀色旅途
劉志榮早年就讀瑪利諾修院學校（小學部，初小）和大坑東官立小學（上午校，高小），是前者少數的女校男生。他有二兄五姊一妹，中學入讀男女校，1971年畢業於尖沙咀格致書院（與女演員高妙思為同班同學）。劉志榮在中學畢業後於1971年出道，經家人介紹簽約成為邵氏電影公司演員，為期五年；但因自覺沒有表現自己的機會，而轉行當時裝店老闆。其後他生意失敗，只好另覓出路，投身麗的電視。從事演藝工作三十多年，他先後主演數十部電視連續劇，如《變色龍》、《浮生六劫》、《浴血太平山》、《精武門》等，齣齣膾炙人口。劉志榮劇中百變形象，廣為香港、國內及海外觀眾津津樂道，尤其是在《大地恩情》中飾演的楊九斤。
他曾五度榮獲《華僑晚報》十大明星選舉中的「十大電視明星」獎項，其中一次是1976年；是麗的電視全盛時期的代表人物。除演出劇集外，電視台凡製作大型節目，都多由劉志榮擔正主持。還有份主唱電視劇集歌曲。他於1981年自組「劉氏兄弟影業」拍攝電影，開業作品《野狼幫》有其兩名兄長與父親參與其中。同期他已公開表示對電視行業感厭膩，有意全身轉到幕後工作。
劉自1985年亞洲電視取得國際亞太小姐選美大會四年主辦權後，劉志榮即連續四屆出任大會司儀。其他由劉志榮主持的節目，不論是娛樂、綜藝性的（如《開枱》和《歷史也瘋狂》），或時事、資訊性的（如《十一億人民》），皆備受讚賞。口才了得的他被譽為「金牌司儀」，因此不少商會盛宴，甚至政府的回歸紀念晚會，都會邀其擔當主持。正因劉志榮在演戲和主持方面都表現出色，即使從麗的歲月到亞洲電視該台曾多次變換股權，劉志榮在每個年代都同樣深受器重，奠定其「鎮台之寶」的地位。由於他言行溫文、處事得體，待人熱情友善，甚具大腕之風，同行便為他起了「劉翁」這綽號。
在電視演出同時，劉志榮亦有參演多部台灣及香港電影，如《翦翦風》、《大毒后》、《警察故事》等；其後更有自資出品及監製電影，包括《卿本佳人》、《女人檔案》等。劉志榮到外地登台，在星、馬、泰等地大受歡迎，1988年更獲泰國公主頒發皇室榮譽獎章。而他在演藝生涯中，從未在無綫電視單獨製作的綜藝或戲劇節目亮相，直至參與1999年香港區議會選舉，接受無線新聞節目《新聞透視》「藝人參政專題」訪問，首次在無綫電視節目露面，專訪中更播放向亞視取得其主演的麗的電視劇集《大地恩情》片段，而訪問其參選的佐敦選區選民，更以其劇中稱呼「九斤哥」來稱呼劉志榮，由於該劇係香港電視史上，首套由亞視及其前身麗的所製作導致無線皇牌「翡翠劇場」腰斬之電視劇，在當年收視戰激烈，無線仍然避諱此劇之際，是十分罕見且高規格禮遇的情況。2012年7月，在《亞洲電視55周年頒獎禮》中，劉志榮獲追頒『ATV 55年終生成就男藝人大獎』。

### 從政之路
劉志榮積極參與社區事務，除了是廣西政協委員（1980年代末起）之外，還身兼多個廣西鄉誼組織的主席職務。當香港第一屆行政長官選舉舉行，他亦是四百名推選委員之一。為慶祝香港回歸，劉志榮在回歸前夕主辦中國名家精品匯展，邀請程十髮、錢君匋、宋文治、吳青霞等十位當代著名畫家，首次蒞港獻技。1997年7月1日，劉志榮更獲北京邀請擔任在北京舉辦之「首都各界慶祝香港回歸大會」主持。
1999年香港特區舉行第一屆區議會選舉，劉志榮代表民主建港聯盟出戰油尖旺區佐敦選區，並得到1,142票而當選。2003年，中聯辦籌組「香港電影電視演藝界訪京團」，劉志榮獲任命為團隊的秘書長，得到國家副主席曾慶紅與商務部副部長安民接見。在同年的第二屆區選及07年的第三屆選舉中，劉志榮再度勝出。他在民建聯居中常委位置，也是黨內九龍西支部副主席。
2008年5月15日，劉志榮因肺積水於伊利沙伯醫院逝世，享年56歲。劉志榮治喪委員會由政、商、演藝及各界人士組成，政府、中聯辦、民建聯、亞洲電視及一 眾地區團體均有代表參加，包括民建聯主席譚耀宗、民政事務局前局長曾德成、立法會議員霍震霆、前亞視老闆邱德根、其士集團創辦人周亦卿、八和會館主席汪明荃、資深傳媒人甘國亮等。同年10月，他在油尖旺區議會的民選議席由黨友葉傲冬奪得。

## 家庭生活
劉志榮父親是老牌影視明星及粵劇名伶劉克宣。劉志榮與同台藝人梁淑莊於1976年開始交往，二人於1985年結婚，行內人稱之為「模範夫婦」，育有一子劉健樂。他也是藝人楊羚的舅父。其妹秦寧（劉愛英）曾是1970年代的香港電影演員。

## 其他資料
劉志榮於1970年代走紅；他曾在1979年因欠稅而被稅務局告上法庭。

## 曾任公職
- 中國人民政治協商會議委員 (廣西 )
- 第九、十、十一屆全國人民代表大會代表選舉會議成員
- 香港特別行政區第一屆政府推選委員
- 世界廣西同鄉聯誼會第二屆主席
- 香港廣西聯誼會創會主席
- 香港廣西社團總會名譽會長
- 香港廣西同鄉聯誼會第八屆理事長
- 香港各界慶祝回歸活動委員會委員
- 香港特別行政區油尖旺區議會(佐敦選區)民選區議員
- 民建聯中央委員會委員暨九龍西支部副主席
- 華南電影工作者聯合會副理事長
- 香港中華國際電影電視有限公司（已結業）總經理

| 議會席位      | 議會席位                                                  | 議會席位      |
| ------------- | --------------------------------------------------------- | ------------- |
| 前任： 伍建新 | 油尖旺區議員（佐敦/佐敦東）E03 2000年1月1日—2008年5月15日 | 繼任： 葉傲冬 |

## 參演劇集

### 電視劇(香港電台)
- 1974年 獅子山下 回巢 飾 陳永

### 電視劇(麗的電視/亞洲電視)
- 1974年 金粉世家
- 1974年 紫杜鵑
- 1974年 殞星
- 1974年 梁天來 飾 梁天來
- 1975年 母親 飾 李家錫
- 1975年 十大奇案
- 1975年 海角風雲
- 1975年 疑雲
- 1976年 三國春秋 飾 關雲長
- 1977年 浪淘沙 飾 陸偉基
- 1978年 變色龍 飾 賀升
- 1979年 沈勝衣之白蜘蛛 飾 偉七
- 1979年 新變色龍 飾 賀升
- 1980年 浮生六劫 飾 趙振鵬
- 1980年 大地恩情 飾 楊九斤
- 1981年 浴血太平山 飾 周亞瑞
- 1981年 再會太平山 飾 周亞瑞
- 1982年 愛情跑道 飾 林亞倫
- 1982年 天梯 飾 羅子聰
- 1982年 凹凸神探 飾 劉家浩
- 1982年 家春秋 飾 高覺民
- 1982年 雄霸天下
- 1983年 八美圖
- 1983年 世界仔
- 1984年 表錯七段情 飾 葉榮
- 1984年 霍東閣 飾 陳公哲
- 1985年 諜網迷情
- 1985年 魅力九龍塘
- 1986年 時光倒流七十年
- 1987年 紅塵 飾 呂志滔
- 1987年 梟雄
- 1988年 賭徒
- 1990年 Q表姐 飾 柴正
- 1991年 觸電情緣
- 1995年 精武門 飾 蔡六斤
- 1996年 親親，親人 飾 常大智
- 1996年 一人有一個理想
- 1997年 97變色龍 飾 賀升
- 1997年 國際刑警1997 飾 楊碧開
- 2000年 與狼共枕 飾 孔競庭
- 2000年 電視風雲 飾 李富

## 參演電影
- 我愛金龜婿(1971)
- 大殺手(1972)
- 娃娃夫人(1972)
- 女魔(1974)
- 翦翦風(1974)
- 社女(1975)
- 遊戲人間三百年(1975)
- 男人四十一條龍(1975)
- 蠱惑女光棍才(1975)
- 花心三少騷銀姐(1976)
- 新蘇小妹三難新郎(1976)
- 大毒后(1976)
- 投胎人(1976)
- 香港艾曼妞(1977)
- 風飄飄鬼飄飄(1977)
- 架步串女古惑仔(1977)
- 邪魔煞(1977)
- 馬場風暴(1978) 飾 馬主兼商人鄔先生 (毒馬案主腦)
- 廟街女強人(1978)
- 發財埋便(1978)
- I.Q. 爆棚(1981)
- 女人檔案(1982)
- 狼來了(1982)
- 龍潭大鱷(1985)
- 警察故事(1985)
- 開心鬼精靈(1986)
- 惡男(1986)
- 龍虎智多星(1988)
- 龍之爭霸(1989)
- 鐵漢柔情(1990)
- 摩登如來神掌(1990)
- 皇家女將(1990)
- 四大家族之龍虎兄弟(1991)
- 鐳射劇場之偏門家族(1992)
- 浪子殺手霸王花(1992)

## 主持節目
- 亞太小姐選美大會
- 亞洲小姐競選
- 廣州小姐競芳華
- 春節煙花匯演
- 亞視台慶
- 開枱
- 冧莊
- 物有所值
- 盤滿砵滿（可能是香港電視史上首個「搶錢」題材電視節目）
- 歷史也瘋狂
- 十一億人民
- 九七會係點
- 首都各界慶祝香港回歸祖國大會

## 個人╱合集唱片
- 《再會太平山 （页面存档备份，存于）》(1981)
- 《亞洲電視劇集主題曲大全'86 （页面存档备份，存于）》(1986)